# Johann Josef Kunze
Johann Josef Kunze, příjmení možná Kuntze (16. července 1724, Hrádek nad Nisou – 20. května 1800, Liberec) byl česko-německý stavitel a architekt působící v severních Čechách.

## Život
Po vzoru svého otce Christopha Kunze, jenž byl zednickým mistrem, se vyučil stejnému řemeslu. Následně se přestěhoval do Liberce, kde se posléze stal členem místního zednického cechu. Pracovní úkoly mu začali svěřovat i majitelé místního panství, šlechtická rodina Clam-Gallasů.
V Liberci bydlel v části zvané Filipovo město, ve kterém si roku 1782 pro sebe postavil dům číslo popisné 108-I na Nerudově náměstí. V objektu je nyní restaurace Černý kůň. Zároveň vlastnil i další parcely na lukrativních místech v Liberci. Získal je sňatkem s Marií Terezií Schöpferovou, která byla dcerou libereckého měšťana.
Jeho syn Jan Karel si v roce 1803 postavil dům, dnes známý jako dům U pelikána.

## Tvorba

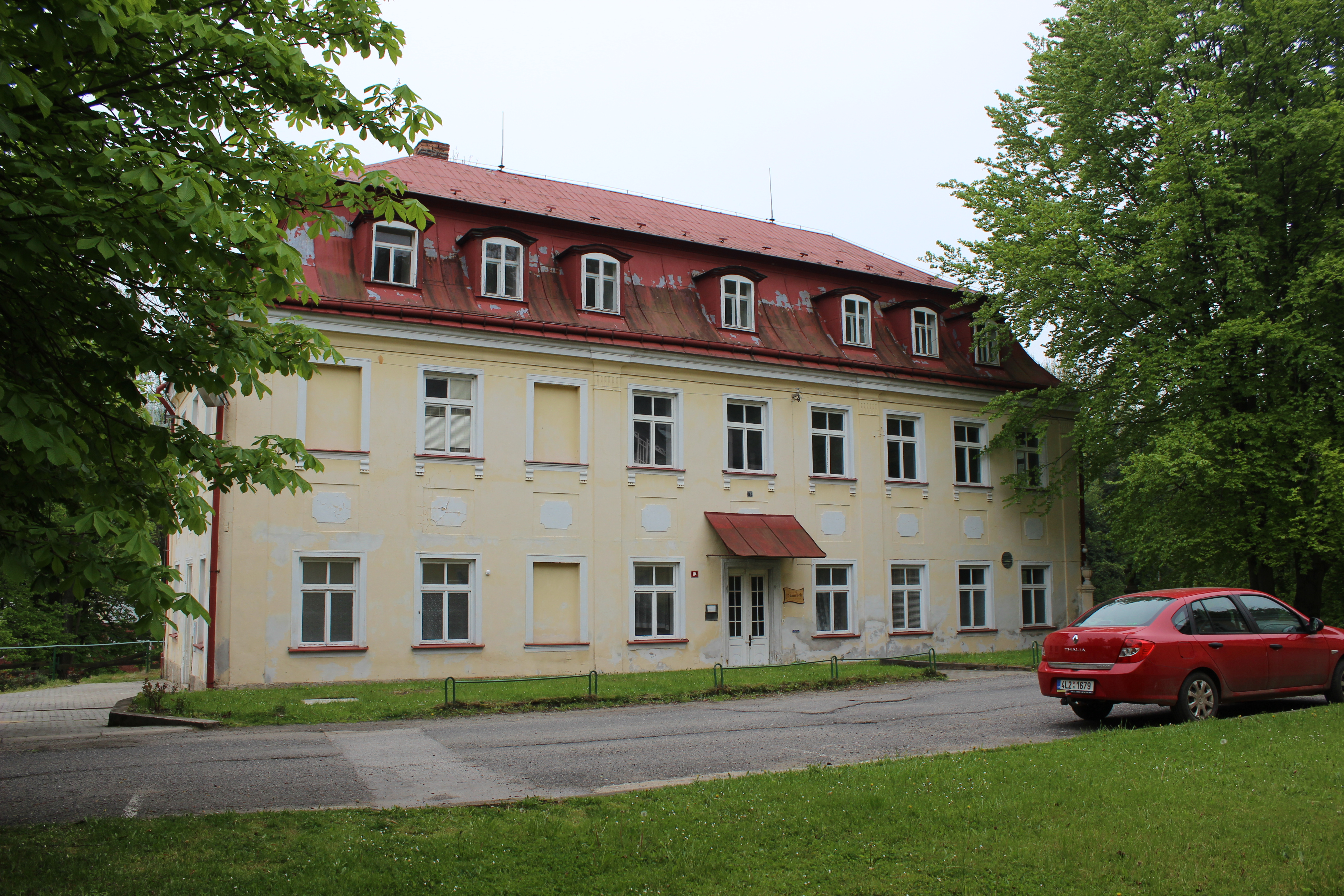
Zámeček v Lázních Libverdě

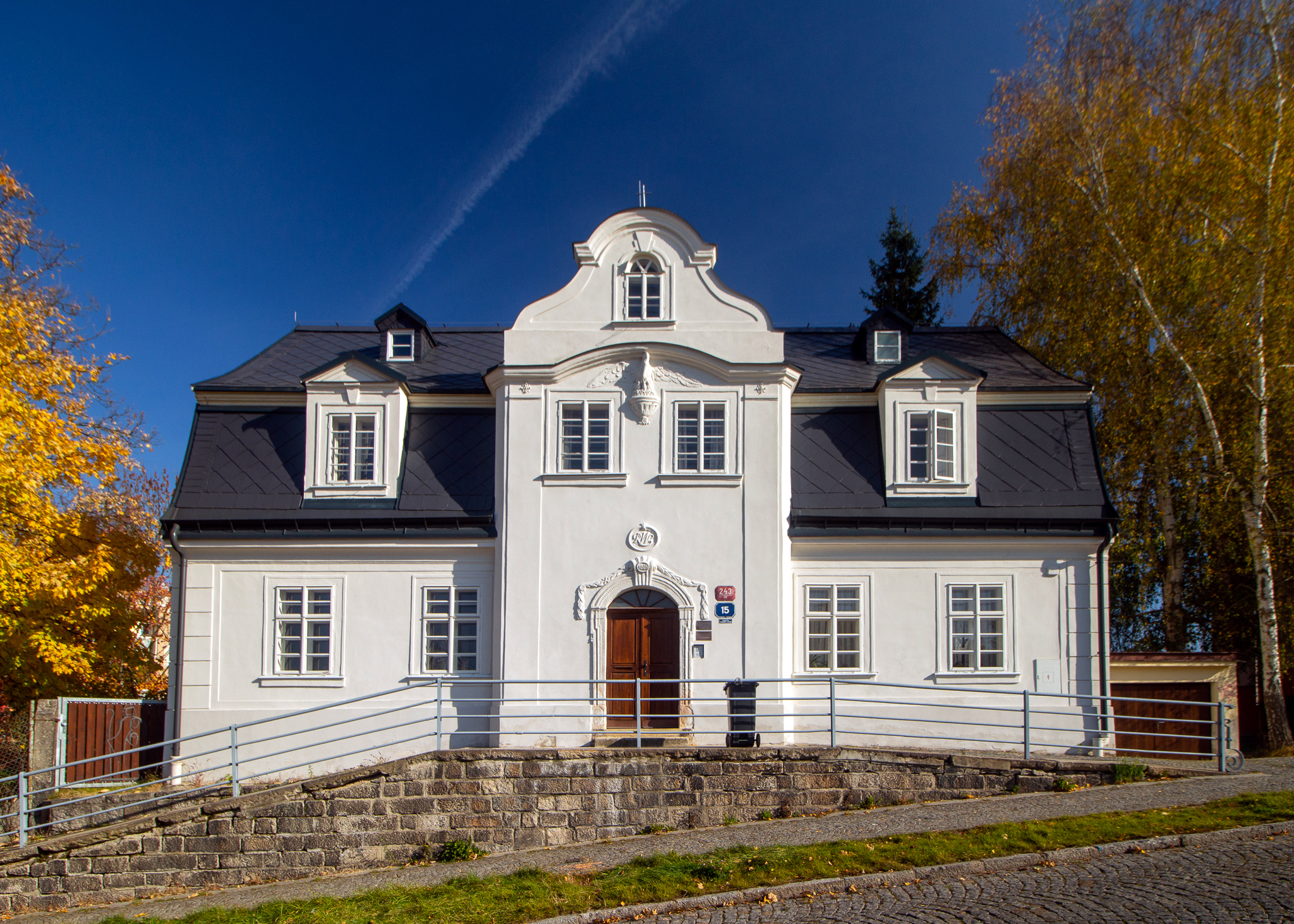
Dům U pelikána v Liberci

V začátcích své tvorby jej ovlivnil barokní styl architektury, nicméně od osmdesátých let 18. století tvořil v klasicistním stylu. Navrhoval jak stavby úplně nové, tak také rekonstruoval a přestavoval již existující objekty.
Kromě toho byl Kunze autorem dalších staveb:
- celková přestavby kostela Nalezení svatého Kříže v Liberci (1753–1761)[5]
- kostel svatého Bartoloměje v Działoszyně (1766–1769)[3]
- kostel svatého Zikmunda ve Stráži pod Ralskem (1772–1779)[3]
- zámeček v Lázních Libverdě[6]